# Lucien-Jean Bord
Lucien-Jean Bord, né en 1951 en France est un chancelier, bibliothécaire, archiviste, et moine bénédictin de l’Abbaye Saint-Martin de Ligugé chercheur dans différentes écoles dont l'École pratique des hautes études.
Il a écrit plusieurs ouvrages issus de ses recherches avec Jean-Pierre Mugg, un linguiste, archer, arquebusier et historien des techniques de l'archerie ancienne français, et colonel (ER) de l’Armée Française 